# 五百重娘
五百重娘（いおえのいらつめ、生没年不詳）は、飛鳥時代の女性。藤原鎌足の子。大原大刀自（おおはらのおおとじ）、藤原夫人とも呼ばれる。藤原不比等・氷上娘の妹。天武天皇の夫人で新田部皇子の母。天武天皇の没後、異母兄である藤原不比等の妻となり、藤原麻呂を生む。
『万葉集』に2首（2-104、8-1465）収録。

## 系譜
- 父：藤原鎌足
- 姉：氷上娘（天武天皇夫人）

- 夫：天武天皇
  - 子：新田部親王
- 夫：藤原不比等
  - 子：藤原麻呂